# Список танцевальных хитов № 1 1978 года (Billboard)
Список танцевальных хитов № 1 1978 года по версии Billboard включает танцевальные синглы, занимавшие 1 место в хит-параде Hot Dance Club Play в 1978 году. Позиции хит-парада формируются на основе статистических данных о музыкальных треках, проигрывающихся ночных клубах США; плей-листы предоставляются еженедельно клубами и диджеями.

## Список синглов № 1
- Данные взяты из книги: Whitburn, Joel (2004), Joel Whitburn's Hot Dance/Disco 1974-2003, P.O. Box 200, Menomonee Falls WI, USA 53052: Record Research, ISBN 0-89820-156-X{{citation}}:  Википедия:Обслуживание CS1 (location) (ссылка)
- Хит-парады также можно найти в архивах Billboard, официально размещённых компанией на Google Books: 1975—1979.

| Дата        | Песня                                                                     | Исполнитель                                        |
| ----------- | ------------------------------------------------------------------------- | -------------------------------------------------- |
| 7 января    | Once Upon a Time… (все треки)                                             | Донна Саммер                                       |
| 14 января   | Once Upon a Time… (все треки)                                             | Донна Саммер                                       |
| 21 января   | «Supernature»/ «Give Me Love»/ «Love Is Here»                             | Cerrone                                            |
| 28 января   | «Supernature»/ «Give Me Love»/ «Love Is Here»                             | Cerrone                                            |
| 4 февраля   | «Supernature»/ «Give Me Love»/ «Love Is Here»                             | Cerrone                                            |
| 11 февраля  | «Supernature»/ «Give Me Love»/ «Love Is Here»                             | Cerrone                                            |
| 18 февраля  | «Let’s All Chant»/ «Love Express»                                         | Майкл Загер                                        |
| 25 февраля  | «Dance Little Dreamer»/ «Risky Changes»                                   | Bionic Boogie                                      |
| 4 марта     | «Dance Little Dreamer»/ «Risky Changes»                                   | Bionic Boogie                                      |
| 11 марта    | «Dance Little Dreamer»/ «Risky Changes»                                   | Bionic Boogie                                      |
| 18 марта    | «Romeo and Juliet»                                                        | Alec R. Costandinos & the Syncophonic Orchestra    |
| 25 марта    | Come into My Heart (все треки)                                            | USA European Connection                            |
| 1 апреля    | Come into My Heart (все треки)                                            | USA European Connection                            |
| 8 апреля    | Voyage (все треки)                                                        | Voyage                                             |
| 15 апреля   | Voyage (все треки)                                                        | Voyage                                             |
| 22 апреля   | Voyage (все треки)                                                        | Voyage                                             |
| 29 апреля   | «If My Friends Could See Me Now»/ «Gypsy Lady»/ «Runaway Love»            | Линда Клиффорд                                     |
| 6 мая       | «If My Friends Could See Me Now»/ «Gypsy Lady»/ «Runaway Love»            | Линда Клиффорд                                     |
| 13 мая      | «If My Friends Could See Me Now»/ «Gypsy Lady»/ «Runaway Love»            | Линда Клиффорд                                     |
| 20 мая      | «If My Friends Could See Me Now»/ «Gypsy Lady»/ «Runaway Love»            | Линда Клиффорд                                     |
| 27 мая      | «If My Friends Could See Me Now»/ «Gypsy Lady»/ «Runaway Love»            | Линда Клиффорд                                     |
| 3 июня      | «Last Dance»/ «After Dark»/ «Thank God It’s Friday»/ «Take It to the Zoo» | Донна Саммер/ Патти Брукс/ Love & Kisses/ Sunshine |
| 10 июня     | «Last Dance»/ «After Dark»/ «Thank God It’s Friday»/ «Take It to the Zoo» | Донна Саммер/ Патти Брукс/ Love & Kisses/ Sunshine |
| 17 июня     | «Last Dance»/ «After Dark»/ «Thank God It’s Friday»/ «Take It to the Zoo» | Донна Саммер/ Патти Брукс/ Love & Kisses/ Sunshine |
| 24 июня     | «Last Dance»/ «After Dark»/ «Thank God It’s Friday»/ «Take It to the Zoo» | Донна Саммер/ Патти Брукс/ Love & Kisses/ Sunshine |
| 1 июля      | «Last Dance»/ «After Dark»/ «Thank God It’s Friday»/ «Take It to the Zoo» | Донна Саммер/ Патти Брукс/ Love & Kisses/ Sunshine |
| 8 июля      | «Last Dance»/ «After Dark»/ «Thank God It’s Friday»/ «Take It to the Zoo» | Донна Саммер/ Патти Брукс/ Love & Kisses/ Sunshine |
| 15 июля     | «Boogie Oogie Oogie»                                                      | A Taste of Honey                                   |
| 22 июля     | «Boogie Oogie Oogie»                                                      | A Taste of Honey                                   |
| 29 июля     | «Boogie Oogie Oogie»                                                      | A Taste of Honey                                   |
| 5 августа   | «Hot Shot»                                                                | Карен Янг                                          |
| 12 августа  | «Hot Shot»                                                                | Карен Янг                                          |
| 19 августа  | «Dance (Disco Heat)»/ «You Make Me Feel (Mighty Real)»                    | Sylvester                                          |
| 26 августа  | «Dance (Disco Heat)»/ «You Make Me Feel (Mighty Real)»                    | Sylvester                                          |
| 2 сентября  | «Dance (Disco Heat)»/ «You Make Me Feel (Mighty Real)»                    | Sylvester                                          |
| 9 сентября  | «Dance (Disco Heat)»/ «You Make Me Feel (Mighty Real)»                    | Sylvester                                          |
| 16 сентября | «Dance (Disco Heat)»/ «You Make Me Feel (Mighty Real)»                    | Sylvester                                          |
| 23 сентября | «Dance (Disco Heat)»/ «You Make Me Feel (Mighty Real)»                    | Sylvester                                          |
| 30 сентября | «Keep on Jumpin'»/ «In the Bush»                                          | Musique                                            |
| 7 октября   | «Keep on Jumpin'»/ «In the Bush»                                          | Musique                                            |
| 14 октября  | Instant Replay (все треки)                                                | Дан Хартман                                        |
| 21 октября  | «MacArthur Park Suite»                                                    | Донна Саммер                                       |
| 28 октября  | «MacArthur Park Suite»                                                    | Донна Саммер                                       |
| 4 ноября    | «MacArthur Park Suite»                                                    | Донна Саммер                                       |
| 11 ноября   | «MacArthur Park Suite»                                                    | Донна Саммер                                       |
| 18 ноября   | «MacArthur Park Suite»                                                    | Донна Саммер                                       |
| 25 ноября   | «Le Freak»/ «I Want Your Love»/ «Chic Cheer»                              | Chic                                               |
| 2 декабря   | «Le Freak»/ «I Want Your Love»/ «Chic Cheer»                              | Chic                                               |
| 9 декабря   | «Le Freak»/ «I Want Your Love»/ «Chic Cheer»                              | Chic                                               |
| 16 декабря  | «Le Freak»/ «I Want Your Love»/ «Chic Cheer»                              | Chic                                               |
| 23 декабря  | «Le Freak»/ «I Want Your Love»/ «Chic Cheer»                              | Chic                                               |
| 30 декабря  | «Le Freak»/ «I Want Your Love»/ «Chic Cheer»                              | Chic                                               |